# Barney (Vorname)
Barney (Aussprache: engl. /ˈbɑr.nɛɪ/ oder ˈ/bɑr.ni/, eingedeutscht: /ˈbaɐ.ni/) ist eine englische Koseform der männlichen Vornamen Bernhard (Bernard, Barnard), Barnabas und Barnaby.

## Namensträger

### Vorname
- Robert Barney Baker (1930–1995), US-amerikanischer Gewerkschafter und Auftragsmörder
- Barney Barnato (1852–1897), südafrikanischer Diamantenmagnat
- Barney Bigard (1906–1980), US-amerikanischer Jazzklarinettist
- Barney Clark (* 1993), britischer Schauspieler
- Barney Djordjevic (1942–2000), serbisch-US-amerikanischer Fußballspieler, geboren als Slobodan Đorđević
- Barney Dreyfuss (1865–1932), US-amerikanischer Unternehmer und Baseballpionier
- Barney Ewell (1918–1996), US-amerikanischer Leichtathlet
- Barney Frank (* 1940), US-amerikanischer Politiker der Demokratischen Partei
- Barney Greenway (* 1969), britischer Metal-Sänger
- Barney Kessel (1923–2004), US-amerikanischer Jazzgitarrist
- Barney Martin (1923–2005), US-amerikanischer Schauspieler
- Barney McAll (* 1966), australischer Jazzpianist
- Barney McGill (1890–1942), US-amerikanischer Kameramann
- Barney McKenna (1939–2012), irischer Musiker
- Barney Norris (* 1987), britischer Schriftsteller und Dramatiker
- Barney Poole (1923–2005), US-amerikanischer American-Football-Spieler
- Barney Richmond (um 1930–2004/5), US-amerikanischer Jazzbassist
- Barney Ronay (* 20. Jahrhundert), britischer Sportjournalist und Buchautor
- Barney Ross (1909–1967), US-amerikanischer Boxer
- Barney Wilen (1937–1996), französischer Komponist und Saxophonist

### Kunstfiguren
- Barney, ein Plüsch-Dinosaurier im amerikanischen Kinderfernsehen, siehe Barney und seine Freunde
- Barney Collier, ein Charakter der US-Fernsehserie Kobra, übernehmen Sie
- Barney Geröllheimer, eine Figur aus der Serie Familie Feuerstein
- Barney Google, Titelfigur des gleichnamigen Comics
- Barney Gumble, eine Figur aus der Serie Die Simpsons
- Barney Stinson, ein Charakter der CBS-Sitcom How I Met Your Mother
- Barney Ross, eine Figur aus der Filmreihe The Expendables gespielt von Sylvester Stallone